# Insviller
Insviller település Franciaországban, Moselle megyében. Lakosainak száma 171 fő (2022. január 1.). Insviller Lhor, Loudrefing, Munster és Vibersviller községekkel határos.

## Népesség
A település népességének változása:
| Lakosok száma | 224  | 206  | 197  | 192  | 203  | 187  | 177  | 174  | 173  | 171  |
|               | 1968 | 1982 | 1990 | 2006 | 2013 | 2015 | 2017 | 2019 | 2020 | 2022 |